# Celanova (kommun)
Celanova är en kommun i Spanien. Den ligger i provinsen Ourense i den autonoma regionen Galicien i nordvästra delen av landet, 400 km nordväst om huvudstaden Madrid. Antalet invånare är 5 727 (2024). Arean är 67,31 kvadratkilometer.